# Benetice
Benetice (deutsch Benetitz) ist eine Gemeinde in Tschechien. Sie liegt zehn Kilometer nördlich von Třebíč und gehört zum Okres Třebíč.

## Geographie
Benetice befindet sich am Hang über der Quellmulde des Baches Klapovský potok, auch als Klapůvka bezeichnet, im Krischanauer Bergland (Křižanovská vrchovina) im Süden der Böhmisch-Mährischen Höhe. Östlich entspringt die Oslavička.
Im Nordosten erhebt sich der Hügel Skalníky (642 m), im Süden die Jelení hlava (616 m). Das Kataster der Gemeinde gehört größtenteils zum Naturpark Třebíčsko.
Nachbarorte sind Bochovice und Batouchovice im Nordosten, Hroznatín im Osten, Horní Vilémovice im Südosten, Věstoňovice im Süden, Vartemberk und Červená Lhota im Südwesten, Kukla und Čechtín im Westen sowie Kouty und Svatoslav im Nordwesten.

## Geschichte
Benetice wurde in der ersten Hälfte des 13. Jahrhunderts im Zuge der Kolonisationstätigkeit durch das Benediktinerkloster Třebíč gegründet. Benannt wurde das Dorf nach dem hl. Benedikt von Nursia. Der Ort war anfänglich dem Gut Třebíč angeschlossen und wurde 1409 an Stibor von Benetice verpfändet. Nachfolgend gehörte Benetice verschiedenen weltlichen Besitzern und wurde nach der Säkularisation des Klosters im Jahre 1468 Teil der Herrschaft Třebíč. 1774 brannten Teile des Dorfes nieder, darunter auch die teilweise aus Holz bestehende Kirche. Im Jahre 1785 wurde in Benetice eine Lokalie eingerichtet, diese wurde nach dem Bau der neuen Kirche 1859 zur Pfarrei erhoben. 1789 wurde der neue Friedhof angelegt.
Nach der Aufhebung der Patrimonialherrschaften bildete Benetice ab 1850 mit dem Ortsteil Věstoňovice eine politische Gemeinde im Bezirk Třebíč. 1869 lebten in Benetice 214 Menschen. 1890 erreichte der Ort mit 267 Einwohnern die höchste Bevölkerungszahl seiner Geschichte. 1979 wurde das Dorf nach Svatoslav eingemeindet. Seit 1990 besteht die Gemeinde Benetice wieder und seit 2003 führt sie ein Wappen und Banner, auf dem der Markuslöwe auf den Farben der Grafen Waldstein-Wartenberg dargestellt ist. Der Ortsteil Benetice besteht heute aus 53 Wohnhäusern und hat 136 Einwohner. In den zwölf Häusern von Věstoňovice leben 56 Menschen.

## Gemeindegliederung
Die Gemeinde Benetice besteht aus den Ortsteilen Benetice (Benetitz) und Věstoňovice (Wiestoniowitz).

## Sehenswürdigkeiten

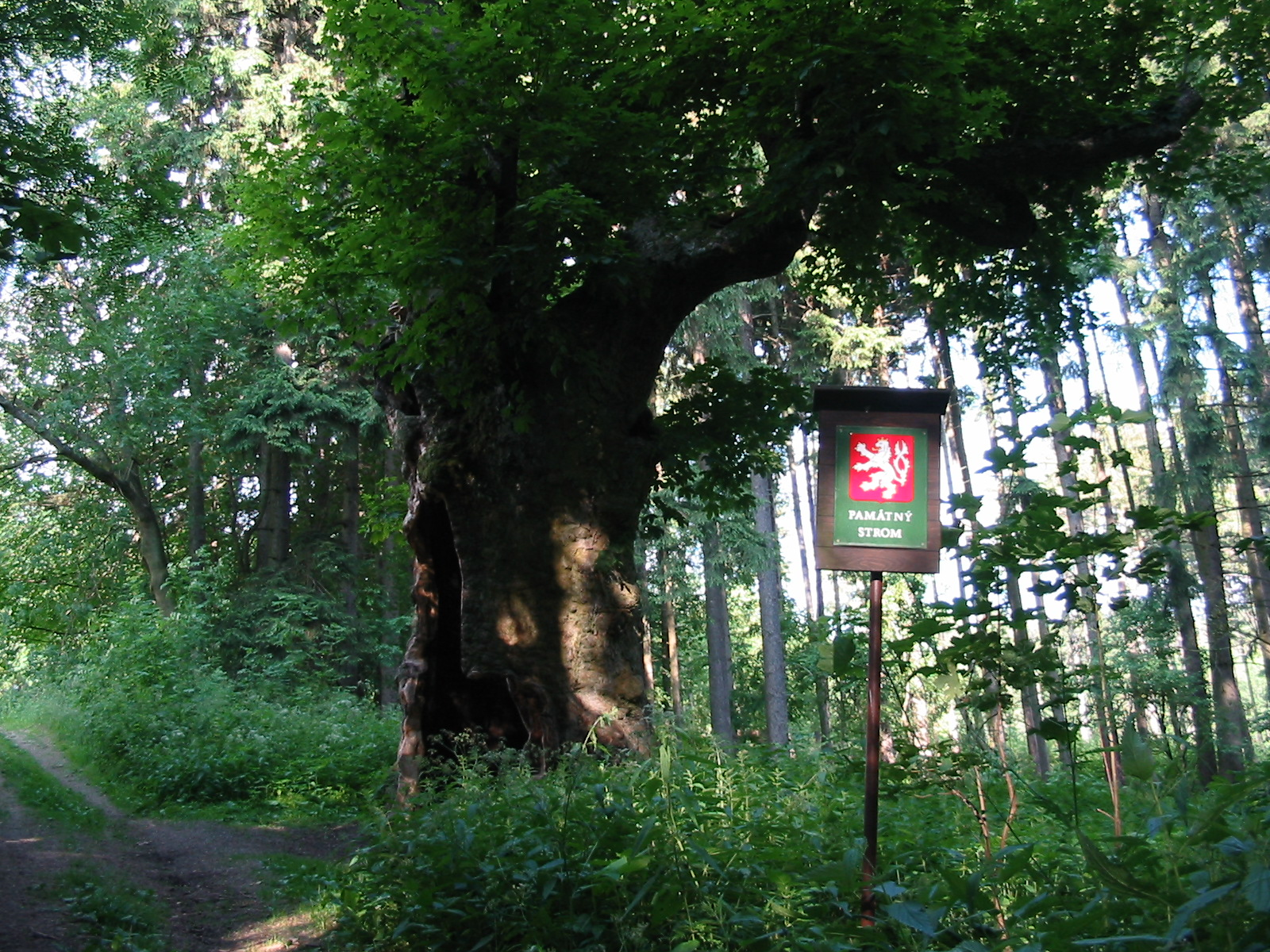
Bergahorn bei Věstoňovice

- Kirche des hl. Markus, erbaut 1853 bis 1859 vom Trebitscher Baumeister Dominik Herzán am neuen Friedhof. Nach Fertigstellung der neuen Kirche wurde die alte Kirche abgerissen.
- Pfarrhaus, erbaut 1760 neben der alten Kirche
- Berg-Ahorn bei Věstoňovice, der im Wald westlich des Ortsteiles Věstoňovice stehende etwa 600-jährige und 12 m hohe Baum gehört zu den ältesten Exemplaren seiner Art in Tschechien. Er hat einen Stammumfang von 760 cm.